# Carmel Hamlet
Carmel Hamlet – jednostka osadnicza w Stanach Zjednoczonych, w stanie Nowy Jork, w hrabstwie Putnam.